# Mycena subfragillima
Mycena subfragillima är en svampart som beskrevs av G. Stev. 1964. Mycena subfragillima ingår i släktet Mycena och familjen Mycenaceae.   Inga underarter finns listade i Catalogue of Life.